# Vítěz (seriál)
Vítěz (ve slovenském originále Víťaz) je slovenský komediální seriál v réžii Jana Hřebejka, který měl premiéru 4. září 2023 na streamovací platformě SkyShowtime. Scénář napsali Zuzana Dzurindová, dcera bývalého slovenského premiéra Mikuláše Dzurindy, a Peter Nagy.
V hlavních rolích se objevili Vladimír „Ady“ Hajdu, Ivana Chýlková, Natália Germáni, Petra Dubayová a Rebecca Rigová. Dále hrají Noël Czuczor, Sarah Arató, Ján Jackuliak, Milan Ondrík, Vladislav Plevčík, Štefan Martinovič, Kristína Sisková a Rea Frlajsová.
Hlavním producentem seriálu je Jan Bílek, výkonným producentem Aleš Týbl. Dalšími producenty, kteří se na seriálu podíleli, jsou Tereza Polachová a Steve Matthews.

## Děj
Vítěz je rodinný komediální seriál, který sleduje život Viktora Hudáka (Ady Hajdu), bývalého premiéra Slovenska, který se po desetiletí snaží získat zpět srdce svojí rodiny, kterou během své politické kariéry zanedbával. Snaží se začlenit do běžných činností a zároveň se pokouší získat zpět náklonnost svých dcer a manželky. Jeho cesta je však plná nečekaných a zcela nových každodenních výzev, které někdy předčí i ty, s nimiž se setkal během svého působení v parlamentu.

## Obsazení a postavy
- Vladimír „Ady“ Hajdu jako Viktor Hudák, bývalý slovenský premiér. Po odchodu z politiky se potýká s výzvou přizpůsobit se běžnému životu. Jeho sebestřednost a svérázný smysl pro humor mu komplikují snahu o obnovení vztahů se svou nezávislou manželkou a třemi dcerami.
- Ivana Chýlková jako MUDr. Alexandra „Saška“ Hudáková, manželka Viktora. Má v sobě jiskru silné ženy, která balancuje mezi náročnou kariérou, domácími povinnostmi a mateřstvím. Přes to všechno dokáže zajistit stabilitu a vřelou náruč celé své rodině.
- Natália Germáni jako Barbora Urbančíková, nejstarší dcera Viktora. Vydala se na politickou dráhu po vzoru svého otce. Je vytrvalá, tvrdě pracující matka dvou dětí a zaneprázdněná manželka, která se snaží ujasnit si své priority.
- Petra Dubayová jako Adéla Hudáková, prostřední dcera Viktora. Bystrá mladá žena, která touží po lásce, prochází typickými problémy dospívání a zároveň bojuje s politickým odkazem svého otce. Miluje svou rodinu a čelí dilematům, která se shodují se starostmi mladých dívek.
- Rebecca Rigová jako Hana Hudáková, nejmladší dcera Viktora. Čelí zkouškám dospívání a otcově snaze o opětovné sblížení. Zkouší hranice toho, co jí rodiče dovolí. Přesto má milou, slušnou a klidnou povahu.
- Milan Ondrík jako Michal Mráz, nový slovenský premiér. Je odhodlán přinést radikální změnu prostřednictvím inovativních zákonů. Je neústupný, ambiciózní a na cestě za úspěchem ho nezastaví nic, dokonce ani to, že jeho chování může rozdělit rodinu Hudákových, členy politické strany nebo občany.
- Noël Czuczor jako Tomáš Urbančík, manžel Barbory. Tomáš se stará o jejich děti, zatímco ona se věnuje své kariéře. Jeho cesta zahrnuje hledání svého místa v jejich dynamickém vztahu, vyrovnávání se s nejistotou a snahu hrát silnější roli v rodinných rozhodnutích. Tomáš si přeje mít harmonický domov.
- Diana Mórová jako Zuzana Borovčíková, slovenská prezidentka. Nesnáší bývalého premiéra Viktora Hudáka, se kterým už nechce mít nic společného.

## Seznam dílů
| Č. v seriálu | Původní název  | Český název   | Režie       | Scénář                         | Premiéra na SkyShowtime |
| ------------ | -------------- | ------------- | ----------- | ------------------------------ | ----------------------- |
| 1            | Viktor         | Viktor        | Jan Hřebejk | Zuzana Dzurindová a Peter Nagy | 4. září 2023            |
| 2            | Umelecké dielo | Umělecké dílo | Jan Hřebejk | Zuzana Dzurindová a Peter Nagy | 11. září 2023           |
| 3            | Oco            | Otec          | Jan Hřebejk | Zuzana Dzurindová a Peter Nagy | 18. září 2023           |
| 4            | Bojovnik       | Bojovník      | Jan Hřebejk | Zuzana Dzurindová a Peter Nagy | 25. září 2023           |
| 5            | Veterán        | Veterán       | Jan Hřebejk | Zuzana Dzurindová a Peter Nagy | 2. října 2023           |
| 6            | Líder          | Lídr          | Jan Hřebejk | Zuzana Dzurindová a Peter Nagy | 9. října 2023           |

## Produkce
Vítěz je první slovenský seriál na platformě SkyShowtime (SkyShowtime Originals), který vznikl ve spolupráci s českými tvůrci a herci. Seriál původně produkovalo HBO jako vůbec první slovenský pořad. Nakonec ho na svých platformách nikdy nevysílalo, protože práva odprodalo společnosti SkyShowtime.

### Natáčení
Seriál se natáčel převážně na Slovensku v Bratislavě. Některé scény se natáčely v Praze a na zámku Lužany v Česku.